# Рабри
Рабри (IAST: Rabaḍī) — одно из базовых блюд индийской кухни. Для приготовления рабри молоко кипятят на медленном огне с местным сахаром джаггери, традиционно — в большой открытой посуде (кадхай), до тех пор, пока оно не загустеет. Когда слой сливок начинает формироваться на поверхности молока, его снимают и перекладывают в другую посуду. Процесс продолжается до тех пор, пока молоко не закончится.
Рабри — индийский аналог российского сгущённого молока и латиноамериканского дульсе де лече. Оно может использоваться как самостоятельный десерт, и в этом случае его смешивают с орехами и пряностями. Однако, кроме этого рабри служит ингредиентом или соусом для огромного количества других традиционных индийских десертов. Так, с рабри в качестве соуса нередко подают гулаб джамун и пончики джалеби.
Рабри — одно из старейших индийских блюд. Впервые оно упоминается в письменных источниках, восходящих к началу XV века, но вероятно существовало и за много лет до того.

## Басунди
Подробнее w:en:Basundi.
Название рабри происходит из северной части Индии. На Юге Индии, в частности, на территории проживания тамилов и телугу, аналогичный продукт носит название басунди (гудж. બાસુંદી, канн. ಬಾಸುಂಡಿ, маратхи बासुंदी, там. பாசந்தி, телугу బాసుంది). К басунди в процессе приготовления добавляют шафран и кардамон, что, в сочетании с тростниковым сахаром джаггери, придаёт ему карамельный оттенок. Басунди нередко подают как отдельное блюдо, посыпав его фисташками и миндалём. К басунди часто подаются лепёшки пури.

## Галерея

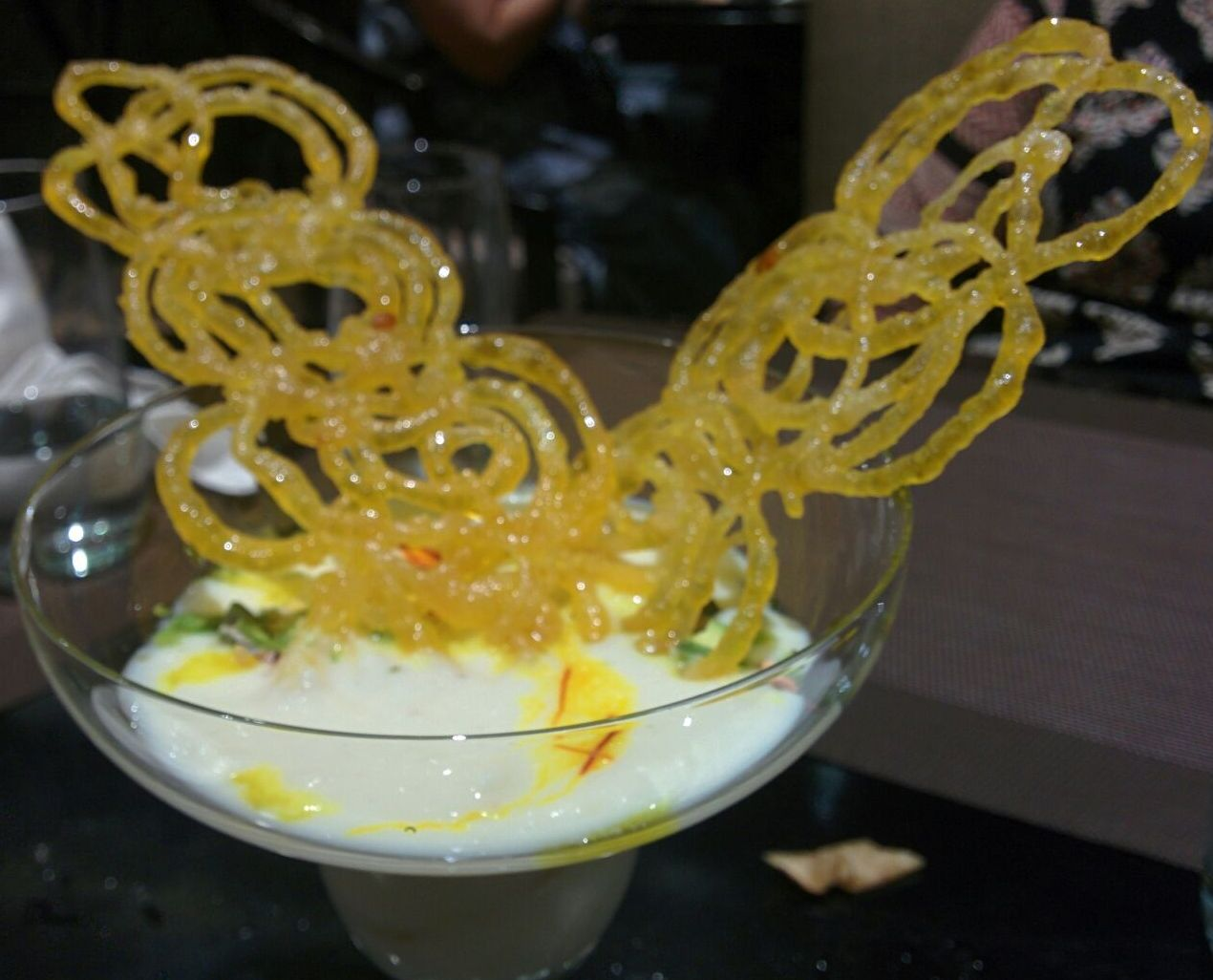
Пончики джалеби с рабри
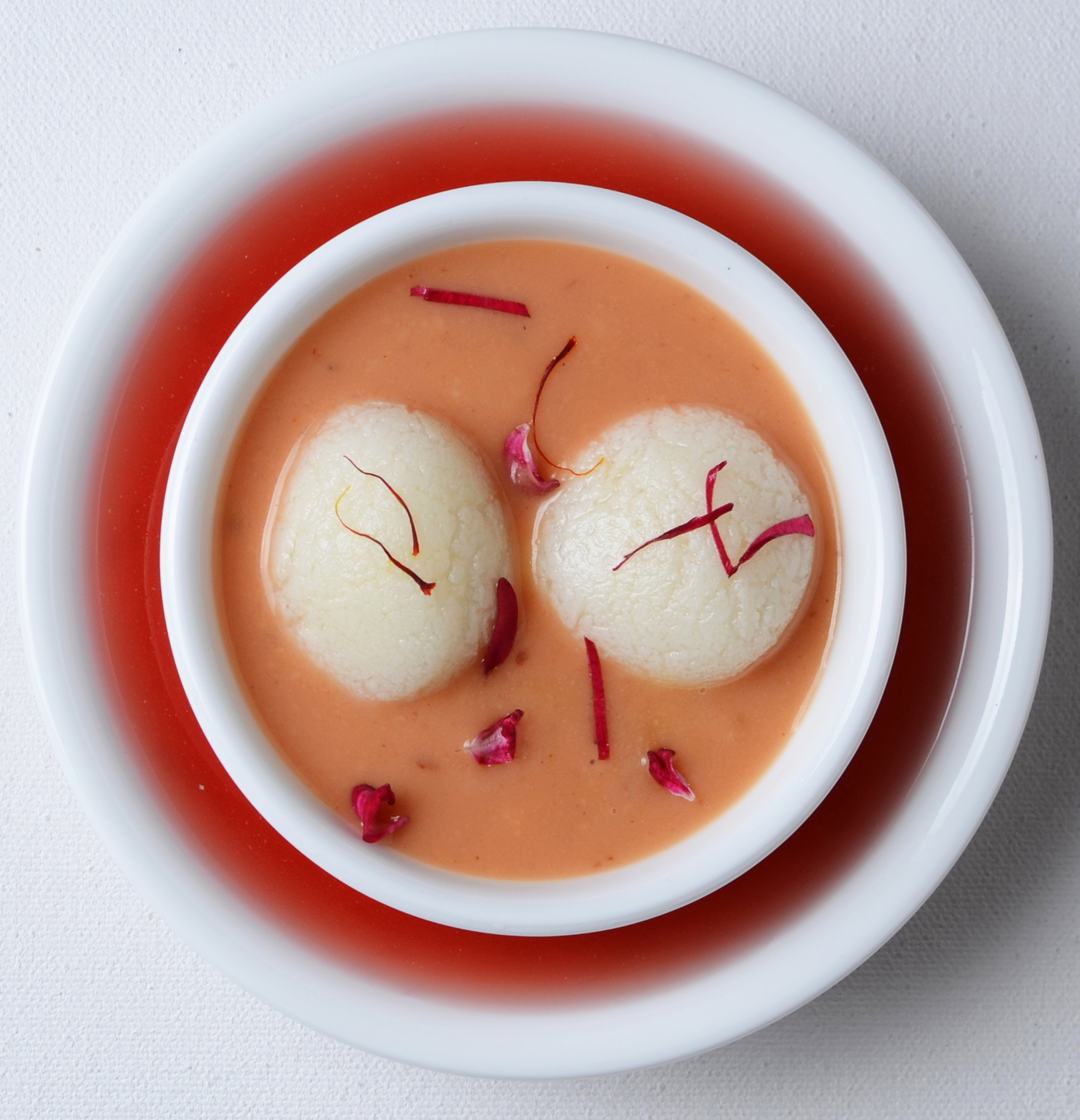
Один из индийских десертов с рабри
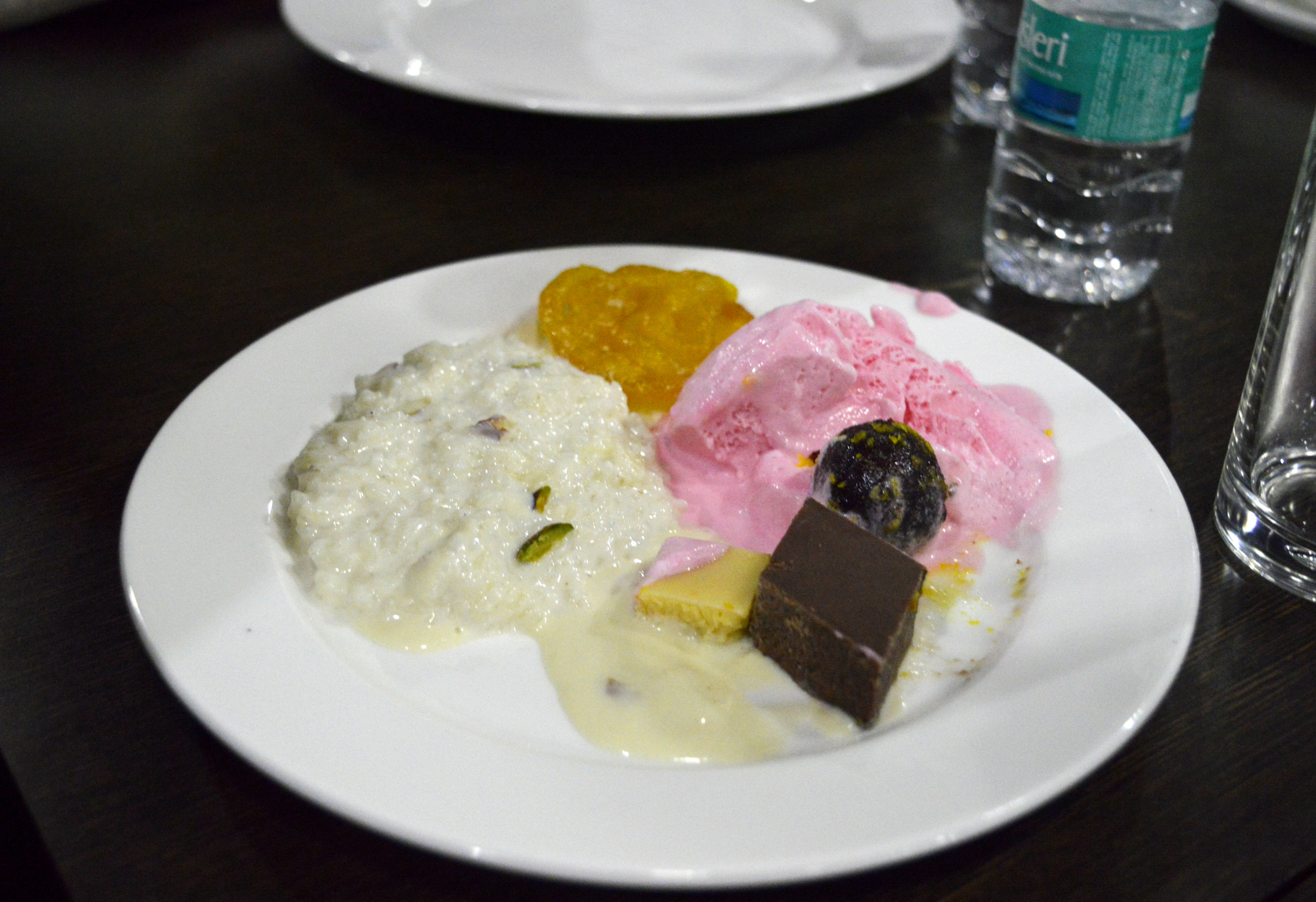
Рабри (слева) рядом с другими десертами
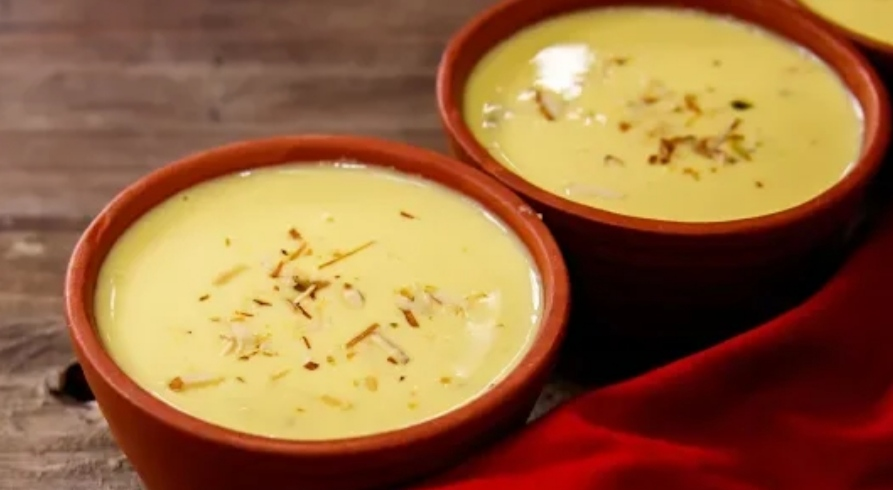
Басунди